# Бахіна Олександра Віталіївна
Олександра Віталіївна Ба́хіна (нар. 24 січня 1964, Київ) — українська художниця; член Київської обласної організації спілки художників України з 1995 року.

## Біографія
Народилася 24 січня 1964 року в місті Києві (нині Україна) в родині графіка Віталія Бахіна та скульпторки Ельзи Дзвигай. 1993 року закінчила Українську академію мистецтв, де навчалася, зокрема, у Данила Лідера, Сергія Подерв'янського.
Живе у Києві на Русанівській набережній.

## Творчість
Працює у галузі станкового живопису в жанрах пейзажу, натюрморту. Серед робіт:
- «Літній вечір» (1990);
- «Та, що йде вночі» (1990);
- «Автопортрет» (1992);
- «Червоні вітрила» (1994);
- «Під парасолькою» (1994);
- «Дорога до світла» (1995);
- «Свічка» (1995);
- «Шум моря» (1995);
- «Шлях до Сонця» (1995);
- «У садку» (1995);
- «Весняний мотив» (1995);
- «Вечірня пісня» (1997);
- «Дівчинка з корабликом» (1997);
- «Ніч» (1999);
- «Осінь» (1999);
- «Святий Георгій» (1999);
- «Натюрморт з іконою» («Трійця») (1999);
- «Дівчина з бубном» (1999);
- «Західний мотив» (2000);
- «Дорога» (2001).

Бере участь у всеукраїнських художніх виставках з 1987 року, закордонних — з 1990 року, зокрема, експонувалася у Польщі у 1990 році; Франції у 1991, 1992, 1993 роках; Німеччині у 1993 році; Великій Британії у 1994 році; Чехії у 1995 році. Персональні виставки відбулися у Києві у 1995, 1998, 1999, 2001 роках.